# Гарден Лодж
Garden Lodge — дом Фредди Меркьюри.

## История
Здание по адресу 1 Logan Place, Kensington было построено в 1908—1909 годах для художника Cecil Rae.
Фредди Меркьюри приобрёл этот дом в 1980 году за 500 000 фунтов. Музыкант жил тут до самой смерти. Он умер в этом доме 24 ноября 1991. После Меркьюри здание унаследовала его подруга Мэри Остин.

## Описание
Двухэтажное здание построенное в начале XX века, в неогеоргианском стиле, расположено посреди ландшафтного парка, и имеет 8 спален. Участок огорожен забором высотой 8 футов. Здание было построено по проекту архитектора Ernest William Marshall строительной фирмой M. Calnan and Son.

## Текущее состояние
На февраль 2024 дом был выставлен на продажу за 30 миллионов фунтов.